# Benetton B186
Chronologie des modèles (1986)
Aucun Benetton B187
La Benetton B186 est la première monoplace de Formule 1 engagée par l'écurie britannique Benetton Formula, lors du championnat du monde de Formule 1 1986. Elle est pilotée par l'Italien Teo Fabi et l'Autrichien Gerhard Berger.

## Historique
La Benetton B186 est une monoplace capable de victoire quand des problèmes techniques ne survenaient pas. C'est le cas pour Gerhard Berger qui remporte le Grand Prix du Mexique, devant Alain Prost, sa première victoire et la première de Benetton Formula. Il signe aussi d'abord le premier podium de la marque, une troisième place à Saint-Marin. 
La Benetton B186 pouvant aussi signer des pole positions, Teo Fabi s'en charge par deux fois, en Autriche, devant son coéquipier, et en Italie. 
Benetton termine sixième du championnat constructeur, devant Tyrrell Racing et derrière Ligier. Gerhard Berger finit septième derrière Keke Rosberg et devant Jacques Laffite. Quant à Teo Fabi, il finit seizième devant Riccardo Patrese et derrière Patrick Tambay.

## Middlebridge-Trussardi
En avril 1987, Emanuele Pirro, pilote italien n'ayant pas trouvé de baquet en Formule 1, envisage de monter sa propre écurie. Il est aidé dans sa démarche par le Britannique John McDonald, ex-propriétaire de l'écurie RAM Racing qui a cessé ses activités à la fin de la saison 1986 sans avoir pris le moindre départ, et par le groupe japonais Middlebridge Group Limited. L'équipe souhaite utiliser un châssis Benetton B186, l'équiper de pneumatiques Goodyear et lui accoupler un moteur turbocompressé Megatron de 4 cylindres en ligne, développant 950 chevaux à 11 800 tours par minute,.
Le fabricant de jeans italien Trussardi soutient le projet (le châssis est alors rebaptisé Middlebridge-Trussardi B186), tout comme l'écurie Benetton qui espère, avec un châssis supplémentaire, marquer davantage de points au championnat du monde des constructeurs,.
L'écurie et Pirro s'engagent pour le Grand Prix d'Italie, onzième manche de la saison, tandis que le Japonais Aguri Suzuki doit disputer les deux derniers Grands Prix. Trussardi publie une photo de sa monoplace (un châssis nu, sans moteur) ornée d'une livrée noire et blanche alors que les autres équipes donnent leur consentement quant à l'engagement d'une troisième Benetton. 
Quelques jours avant le Grand Prix, la Fédération internationale du sport automobile refuse de confirmer l'engagement de Trussardi qui n'a pas respecté la procédure légale : l'engagement d'une troisième monoplace n'a en effet pas été notifiée avec trois mois de préavis. Middlebridge et Trussardi abandonnent leur souhait de courir en Formule 1.

## Résultats en championnat du monde de Formule 1
| Saison | Écurie               | Moteur          | Pneus   | Pilotes        | Courses | Courses | Courses | Courses | Courses | Courses | Courses | Courses | Courses | Courses | Courses | Courses | Courses | Courses | Courses | Courses | Points inscrits | Classement |
| Saison | Écurie               | Moteur          | Pneus   | Pilotes        | 1       | 2       | 3       | 4       | 5       | 6       | 7       | 8       | 9       | 10      | 11      | 12      | 13      | 14      | 15      | 16      | Points inscrits | Classement |
| ------ | -------------------- | --------------- | ------- | -------------- | ------- | ------- | ------- | ------- | ------- | ------- | ------- | ------- | ------- | ------- | ------- | ------- | ------- | ------- | ------- | ------- | --------------- | ---------- |
| 1986   | Benetton Formula Ltd | BMW M12/13 L4 t | Pirelli |                | BRÉ     | ESP     | SMR     | MON     | BEL     | CAN     | DET     | FRA     | GBR     | ALL     | HON     | AUT     | ITA     | POR     | MEX     | AUS     | 19              | 6e         |
| 1986   | Benetton Formula Ltd | BMW M12/13 L4 t | Pirelli | Teo Fabi       | 10e     | 5e      | Abd.    | Abd.    | 7e      | Abd.    | Abd.    | Abd.    | Abd.    | Abd.    | Abd.    | Abd.    | Abd.    | 8e      | Abd.    | 10e     | 19              | 6e         |
| 1986   | Benetton Formula Ltd | BMW M12/13 L4 t | Pirelli | Gerhard Berger | 6e      | 6e      | 3e      | Abd.    | 10e     | Abd.    | Abd.    | Abd.    | Abd.    | 10e     | Abd.    | 7e      | 5e      | Abd.    | 1er     | Abd.    | 19              | 6e         |

Légende : ici 